# 异蕊芥
异蕊芥（学名：Dimorphostemon pinnatus），为十字花科异蕊芥属下的一个植物种。